# اچ‌ام‌اس فورث (ای۱۸۷)
اچ‌ام‌اس فورث (ای۱۸۷) (به انگلیسی: HMS Forth (A187)) یک کشتی بود که طول آن ۴۹۷ فوت (۱۵۱ متر) بود. این کشتی در سال ۱۹۳۸ ساخته شد.